# Elena Kušnerova
Elena Kušnerova, a volte traslitterato in Kuschnerova, in russo Елéна Кушнерòва (Mosca, 1959), è una pianista russa.
Attualmente vive in Germania.
Elena Kušnerova proviene da una famiglia di musicisti; comincia a suonare il pianoforte all'età di cinque anni. Si esibisce nel suo primo concerto con un'orchestra a nove anni, e poco dopo registra il Concerto per pianoforte in fa minore di Johann Sebastian Bach per Radio Mosca con Aram Chačaturjan come direttore d'orchestra.
Il suo talento viene notato alla Scuola Centrale di Musica di Mosca, dove studia con Tatjana Kestner, maestra anche di Andrej Gavrilov e Nikolaj Luganskij. Prosegue i suoi studi presso il prestigioso Conservatorio Čajkovskij di Mosca, con Sergej Dorenskij.